# H&K HK433
Heckler＆Koch HK433 は、独ヘッケラー&コッホ社（H&K社）が開発したアサルトライフルである。

## 概要
HK433は、ドイツ連邦軍によるH&K G36後継小銃トライアルのために開発された。このトライアルでは、ラインメタル社およびシュタイヤー・マンリヒャー社共同開発のRS556、H&K社のHK416とHK433、シグ・ザウエル社のSIG MCX、FNハースタル社のSCAR-L、ヘーネル・ディフェンス社のMK556が提出されたが、「技術要件がH&K社に有利だ」としてシグ・ザウエル社のSIG MCXが離脱し、ラインメタル社も「台所事情」を理由にRS556を撤退させたことから、ポーランドの軍事雑誌「ミルマグ（MILMAG）」は、「ドイツ連邦軍の次期制式小銃を狙った選定レースは、『HK433またはMK556 Gen.2のいずれかで決まる』」としている。
その後、「競合企業の製品が試験されている陸軍のテストレンジで問題が起きた」ことを理由に、G36の後継を巡る選定の最終結論が、「2019年上半期」に持ち越されることになったと報じられた。

## 特徴
銃身長で6種のバリエーションを持つ。銃身は容易に交換が可能な仕様となっている。セレクター、ボルトリリース、マガジンキャッチはアンビであり、ボルト非連動のチャージングハンドルについても工具無しで左右の付け替えが可能である。折りたたみ伸縮ストックを備えており、チークパッド部分の調整が可能である。アッパーレシーバー一体成型ハンドガードは上面および下面にピカティニー・レール、左右に独自のHKeyを備えている。
派生として7.62x51mm NATO弾を使用するHK231や、7.62x39mm弾使用のHK123、.300 AAC Blackout弾使用のHK437が発表されている。

## 登場作品

### ゲーム
『コール オブ デューティ モダン・ウォーフェア』
『コール オブ デューティ モバイル』
「Kilo 141」という名称で登場。キャンペーンではイギリス軍SASが先んじて使用している。マルチプレイでは武器ランクを上げることで、ガンスミスで固定型サプレッサーや、ツインドラムマガジンといったアタッチメントが装着可能となっている。
『バトルフィールド6』
「M433」という名称で登場。